# Op hoop van zegen (soundtrack)
Op hoop van zegen is de originele soundtrack, gecomponeerd en gedirigeerd door Rogier van Otterloo voor de film Op hoop van zegen uit 1986 van Guido Pieters. Het album werd uitgebracht in 1986 door EMI.
De instrumentale muziek werd uitgevoerd door het Metropole Orkest onder leiding van Rogier van Otterloo. Het lied "Ratsmodee" werd gezongen door Danny de Munk en geschreven door Karin Loomans (tekst), Jochem Fluitsma en Eric van Tijn (muziek). Het werd geproduceerd door Jaap Eggermont in de Soundpush Studio in Blaricum.

## Tracklijst
Alle nummers geschreven door Rogier van Otterloo, tenzij anders aangegeven.

| 1.                 | Op Hoop van zegen (overture)                                                                               | 3:26 |
| 2.                 | Ratsmodee (filmversie) – Danny de Munk (tekst: Karin Loomans; muziek: Jochem Fluitsma en Eric van Tijn)    | 4:55 |
| 3.                 | Oude mannetjes in het bejaardenhuis                                                                        | 1:37 |
| 4.                 | Jo en Knier                                                                                                | 1:05 |
| 5.                 | Geert uit de bajes                                                                                         | 2:10 |
| 6.                 | Barend word ontslagen                                                                                      | 1:10 |
| 7.                 | Geen gesodemieter in mijn huis                                                                             | 1:12 |
| 8.                 | Liedje van Barend                                                                                          | 1:25 |
| 9.                 | Binnenkomst Simon in cafe                                                                                  | 1:03 |
| 10.                | Clementine                                                                                                 | 0:59 |
| 11.                | Ratsmodee (single versie) – Danny de Munk (tekst: Karin Loomans; muziek: Jochem Fluitsma en Eric van Tijn) | 3:35 |
| 12.                | Wil je met me trouwen                                                                                      | 3:17 |
| 13.                | Barend doet raam open                                                                                      | 1:06 |
| 14.                | Er moet iets gebeurd zijn                                                                                  | 1:20 |
| 15.                | Angstige vrouwen                                                                                           | 1:40 |
| 16.                | Op zee | 1:18 |
| 17.                | Rene en Jo na de storm                                                                                     | 1:20 |
| 18.                | Geluk bij een ongeluk                                                                                      | 1:08 |
| 19.                | Finale | 4:32 |
| Totale duur: 38:18 | |      |